# Pietro Bellotti
Pietro Bellotti (Ronago, 16 dicembre 1867 – Erba, 3 dicembre 1950) è stato un sindacalista, politico e antifascista italiano.

## Biografia
Figlio di ignoti, viene allevato da una vedova e può frequentare solo le prime tre classi elementari. A 14 anni si trasferisce a Milano dove trova lavoro come muratore. Si iscrive subito alla Lega di resistenza dei muratori, dove svolge una notevole attività di propaganda. Nel 1893 ne diventa segretario, carica che mantiene fino al 1918. Di idee repubblicane, si avvicina al nascente Partito socialista italiano iscrivendosi fin dal 1892 alla sezione di Milano. Negli anni giovanili, pur membro di un partito, predilige l'attiva sindacale, tanto che tra il 1890 e il 1900 viene più volte arrestato. Condannato nel 1898 per i moti di Milano, sfugge alla reclusione riparando in Francia e Svizzera e torna dall'esilio nel 1899. L'anno successivo è nominato vice segretario della Camera del lavoro di Milano, e riesce a mantenere la carica anche quando la frazione rivoluzionaria del partito prende il potere interno contro quella moderata e riformista.
Collaboratore del periodico Battaglia proletaria si candida alle politiche del 1904 e alle amministrative del 1905, nelle quali non riesce eletto. Attivo promotore di scioperi e comizi, perseguitato con arresti e condanne, nel 1912 viene chiamato a far parte del direttivo della Confederazione Generale del Lavoro (l'attuale CGIL). Nel 1915, entrata l'Italia nella prima guerra mondiale, subisce una condanna ad alcuni mesi di carcere per un comizio anti-interventista tenuto ad Abbiategrasso.
Sempre fedele allo schieramento riformista nel 1919 viene eletto per la prima volta deputato. Rieletto nel 1921 l'anno successivo aderisce al Partito Socialista Unitario di Filippo Turati e Giacomo Matteotti. Salito al governo Mussolini abbandona tutti gli incarichi sindacali e si impiega presso una ditta di pellami. Rieletto nelle elezioni del 1924 partecipa alla secessione dell'Aventino e viene dichiarato decaduto il 9 novembre 1926.
Passò il resto del ventennio da sorvegliato. In seguito manifestò vicinanza ai grandi scioperi agrari del 1949. Morì a Erba alle soglie degli 83 anni e venne cremato nel Tempio crematorio del Cimitero Monumentale di Milano, ove le ceneri sono poi state tumulate in celletta.